# Хризантема
Хризанте́ма (лат. Chrysánthemum, от др.-греч. χρῡσανθής, «златоцветный», от χρυσός — «золотой» и ἄνθος — «цветок»; объясняется жёлтой окраской соцветий) — род однолетних и многолетних травянистых растений семейства Астровые, или Сложноцветные (Asteraceae) класса двудольных, близкий к родам Тысячелистник и Пижма, куда нередко перемещаются многие виды хризантем.
Род включает 42 вида, произрастающих в умеренной и северной зонах земного шара, преимущественно в Азии.
Распространённые в культуре сорта хризантем до недавнего времени были отнесены к ботаническим видам дендрантема индийская, или хризантема мелкоцветковая (Dendranthema indicum) и дендрантема шелковицелистная, или хризантема крупноцветковая (Dendranthema morifolium). Вопрос о происхождении гибридов до настоящего времени остаётся далеко не решённым. Русский ботаник Н. Н. Цвелёв (1961) предполагает, что предковым видом мелкоцветковых гибридных хризантем является дендрантема, или хризантема индийская, «скрещённая с другими белоцветковыми и розовоцветковыми видами».
В качестве декоративных растений открытого грунта в средней полосе России наиболее часто используется хризантема корейская.

## Описание
Растения однолетние и многолетние, травянистые или полукустарники.
Побеги голые или опушённые.
Листья расположены в очерёдном порядке, простые, цельные, зазубренные, выемчатые или рассечённые, различные по величине и форме, опушённые и нет, преимущественно светло-зелёные.
Цветки мелкие, собраны в корзинку, у некоторых видов крупную, состоящую, как правило, из срединных трубчатых жёлтых цветков и язычковых краевых, разнообразно окрашенных и обычно расположенных однорядно; у многих гибридных сортов они располагаются многорядно и образуют так называемое «махровое» соцветие.
Плод — семянка.

## Использование в декоративном садоводстве

Цветовые вариации садовых хризантем

У культуры декоративных садовых хризантем тысячелетняя история. В Китае, откуда родом большая часть хризантем, садовые формы начали разводить ещё в 551 г. до н. э. Затем хризантемы были завезены в Японию, где стали национальным цветком. В Европу растения попали в XVII веке, в Россию — в середине XIX века.
Декоративные качества хризантем ценились очень высоко, и в результате селекционной работы появилось огромное количество их форм, групп и сортов.
Некоторые виды хризантем с успехом можно выращивать в условиях России под открытым небом, иные — только в оранжереях, но все они ценятся цветоводами за яркость красок, продолжительное цветение, лёгкость размножения.
Существует много разных классификаций садовых хризантем.

## Применение

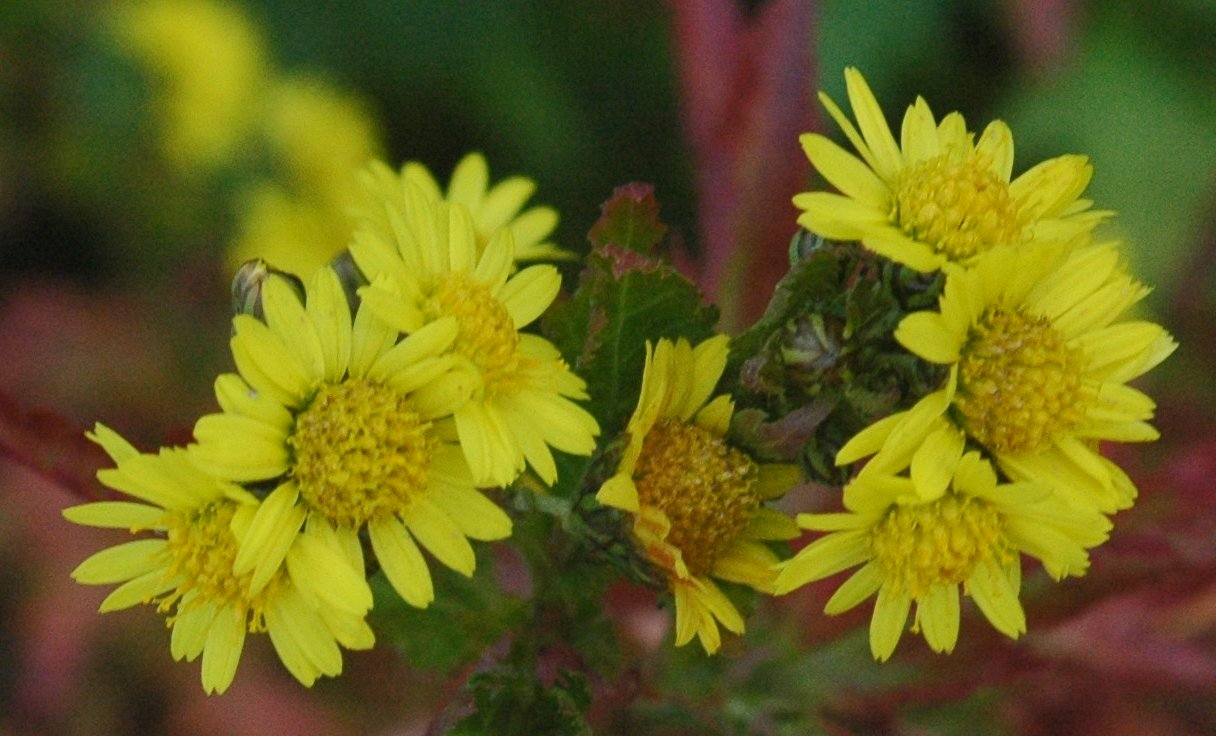
Хризантема нанкинская, один из видов, применяемых в традиционной китайской медицине

В китайской народной медицине хризантему используют как лечебное растение: её листья назначают при мигренях, а сушёные цветки — для улучшения аппетита. Во многих странах цветки и листья хризантем применяли для лечения глазных болезней, малярии, алкоголизма, желудочных заболеваний, для профилактики сердечно-сосудистых заболеваний.
В странах Азии побеги, листья и особенно соцветия употребляют в пищу как овощи и вкусный десерт. Популярным пищевым видом в Китае является хризантема увенчанная, известная там как тунхао.
В последние годы повсеместно получила широкое распространение горшочная (комнатная) культура хризантем. Хризантемы украшают дом и сад и придают им изящество форм, а в Японии им отведены специальные сады.

## Символика

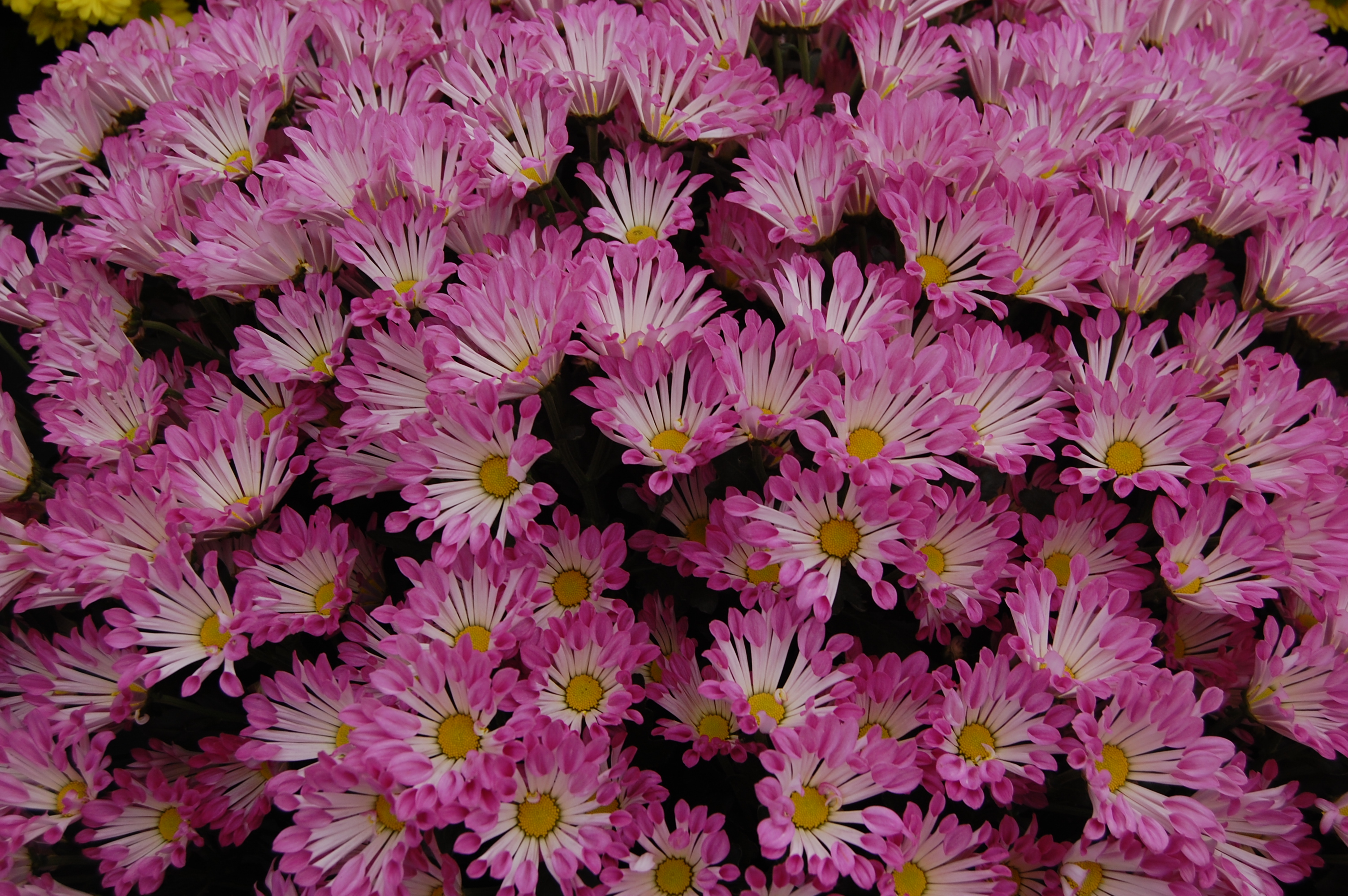
Хризантема 'Танец' на выставке «Мир садоводов в прямом эфире»

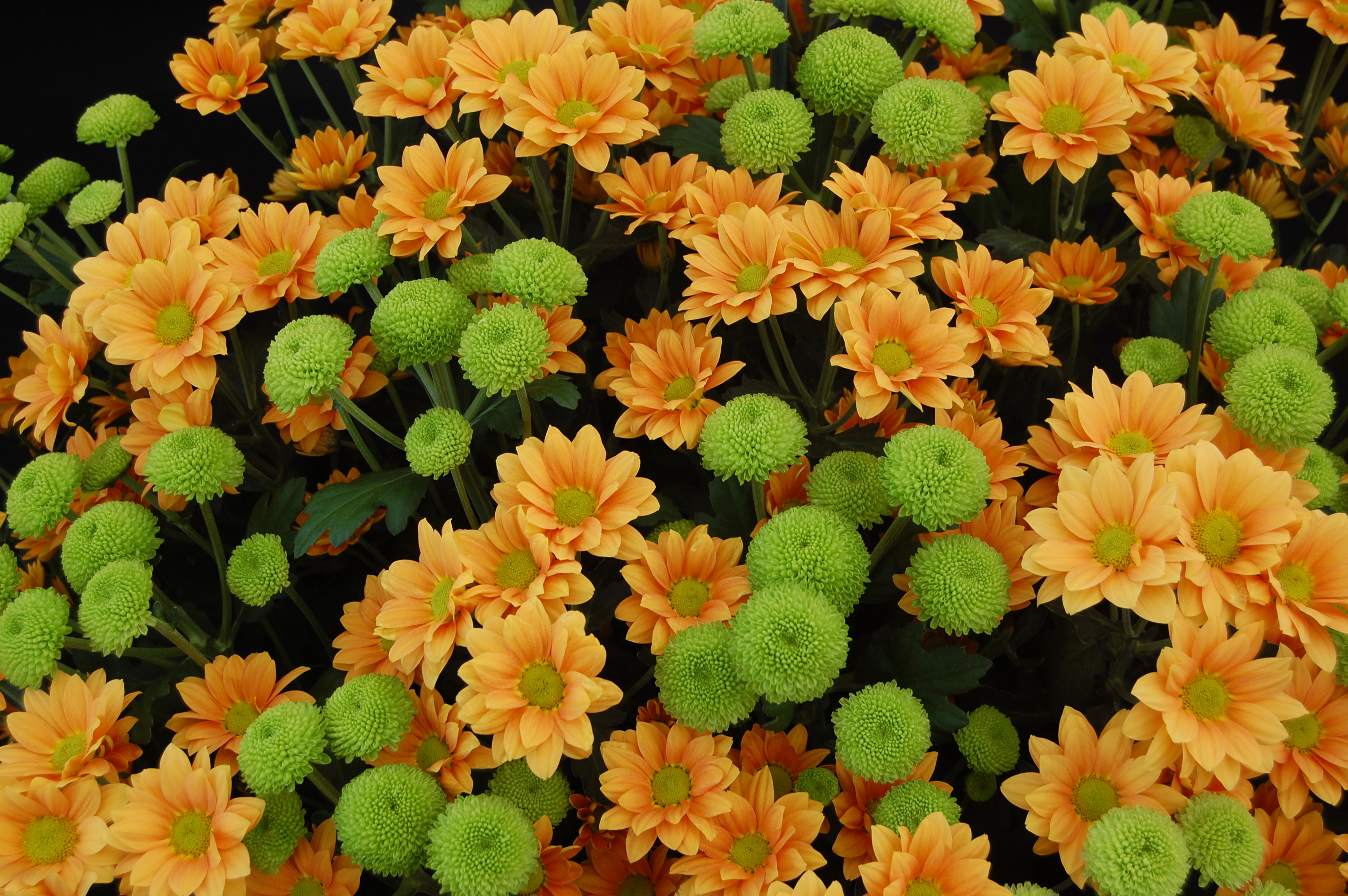
Хризантемы 'Золотая свадьба Энби' и 'Чувство зелёного' на выставке «Мир садоводов в прямом эфире»

Хризантему традиционно изображают на монетах и государственной эмблеме Японии, одна из высших наград страны — орден Хризантемы. 16-лепестковая жёлтая хризантема изображена на официально принятой в 1889 году императорской печати Японии.
Древние японские поэты воспевали хризантему в своих стихах. Не остался «золотой цветок» без внимания и российских поэтов. Уже более ста лет звучит старинный печальный романс Николая Харито «Отцвели уж давно хризантемы в саду…» (1910).

## Виды
- Chrysanthemum aphrodite Kitam.
- Chrysanthemum arcticum L.
- Chrysanthemum argyrophyllum Ling
- Chrysanthemum arisanense Hayata
- Chrysanthemum chalchingolicum Grubov
- Chrysanthemum chanetii H.Lév.
- Chrysanthemum crassum (Kitam.) Kitam.
- Chrysanthemum cuneifolium Kitam.
- Chrysanthemum daucifolium (Ledeb.) Parsa
- Chrysanthemum dichrum (C.Shih) H.Ohashi & Yonek.
- Chrysanthemum foliaceum (G.F.Peng et al.) J.M.Wang & Y.T.Hou
- Chrysanthemum glabriusculum (W.W.Sm.) Hand.-Mazz.
- Chrysanthemum horaimontanum Masam.
- Chrysanthemum hypargyreum Diels
- Chrysanthemum indicum L. — Хризантема индийская
- Chrysanthemum integrifolium Richardson
- Chrysanthemum japonicum Makino
- Chrysanthemum konoanum Makino
- Chrysanthemum lavandulifolium (Fisch. ex Trautv.) Makino
- Chrysanthemum leucanthum (Makino) Makino
- Chrysanthemum longibracteatum (C.Shih et al.) J.M.Wang & Y.T.Hou
- Chrysanthemum maximowiczii Komar
- Chrysanthemum miyatojimense Kitam.
- Chrysanthemum mongolicum Ling
- Chrysanthemum morifolium Ramat. — Хризантема садовая
- Chrysanthemum morii Hayata
- Chrysanthemum naktongense Nakai
- Chrysanthemum ogawae Kitam.
- Chrysanthemum okiense Kitam.
- Chrysanthemum oreastrum Hance
- Chrysanthemum ornatum Hemsl.
- Chrysanthemum parvifolium Chang
- Chrysanthemum potentilloides Hand.-Mazz.
- Chrysanthemum rhombifolium (Y.Ling & C.Shih) H.Ohashi & Yonek.
- Chrysanthemum shimotomaii Makino
- Chrysanthemum sinuatum Ledeb.
- Chrysanthemum vestitum (Hemsl.) Kitam.
- Chrysanthemum yoshinaganthum Makino
- Chrysanthemum zawadskii Herbich — Хризантема Завадского
- Chrysanthemum zhuozishanense L.Q.Zhao & Jie Yang

## Хризантема в культуре и искусстве

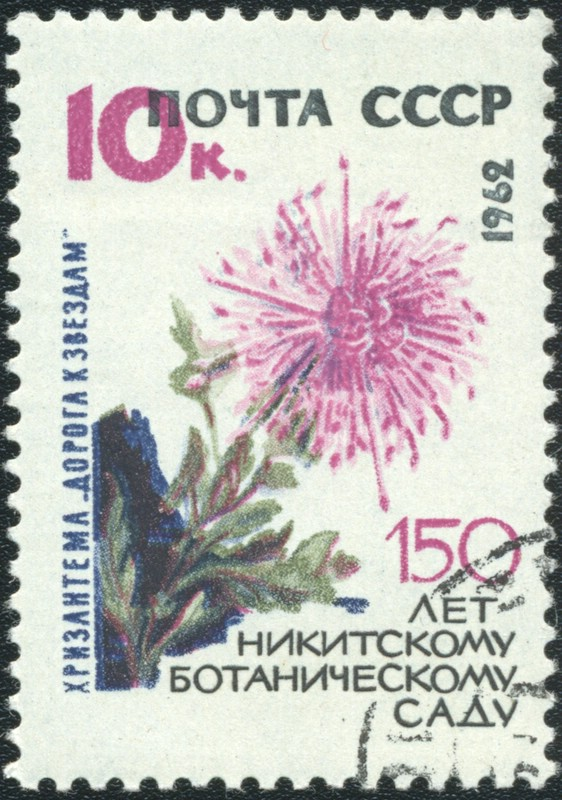
Хризантема на почтовой марке СССР, 1962 год

- Хризантема, сакура на почтовой марке России, 2018 год. Совместный выпуск Российской Федерации и Японии.Хризантема на почтовой марке СССР, 1962 годХризантемовый трон — западное название трона императора Японии, используемое с XIX века.

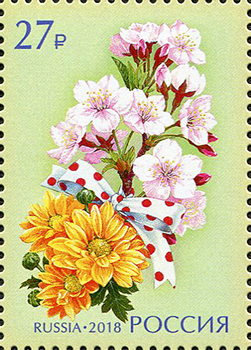
Хризантема, сакура на почтовой марке России, 2018 год. Совместный выпуск Российской Федерации и Японии.

- «Хризантемы» — старинный русский романс. Слова и музыка Н. Харито, редактор В. Шумский.
- «Хризантемы» — песня из репертуара Лили Ивановой (М. Щерев — И. Велчев).
- «Девять хризантем» — песня Валерия Леонтьева 1999 года. Слова Н. Зиновьев, музыка Р. Муратов.
- «Миллион хризантем» — песня группы МГК 2007 года. Слова С. Паради, музыка В. Кызылов.
- Британская национальная коллекция морозостойких хризантем находится в Хилл-Клоуз-Гарденс близ Уорика[4].
- «Ты была подобна дикой хризантеме[англ.]» — японская мелодрама режиссёра Кэйсукэ Киноситы, экранизация произведения Ито Сатио «Могила дикой хризантемы» (1906).
- В видеоигре «Sonic and the Black Knight» хризантема является основными символом и метафорой смерти и вечности в руках волшебницы Мерлины.